# Cyathea venezuelensis
Cyathea venezuelensis là một loài thực vật có mạch trong họ Cyatheaceae. Loài này được A.R. Sm. ex Lellinger mô tả khoa học đầu tiên năm 1987.